# Chiara Valerio
Chiara Valerio (Formia, Italia 3 de marzo de 1978) es una autora y ensayista italiana.

## Biografía
Chiara Valerio nació en Formia (en la región del Lacio) en 1978 y pasó su infancia y juventud en Scauri (también en el Lacio). Se doctoró en Matemáticas en la Universidad de Nápoles Federico II. Actualmente vive en Roma. 
Trabaja como editora en la revista italiana Nuovi Argomenti y ha contribuido al blog literario Nazione Indiana. También ha escrito para la radio, así como piezas de teatro, y  ha trabajado con los periódicos Il Suela 24 MENA y L'Unità y con la difusión cultural Pane quotidiano en el canal televisivo nacional italiano Rai 3. Ha dirigido la serie "narrativa.it" para la editorial Nottetempo, dedicada a la ficción italiana actual. Junto con Anna Antonelli, Fabiana Carobolante y Lorenzo Pavolini,  dirige la emisión radiofónica  "Ad alta voce" en Rai Radio 3. En Rai Radio 3  es presentadora de radio en "L'Isola Deserta". Participó en la escritura del personaje principal de la película Mia Madre, junto con Nanni Moretti, Valia Santella y Gaia Manzini, así como en la de la película Ternura de Gianni Amelio, junto con Gianni Amelio y Alberto Taraglio. Actualmente trabaja como jefa de redacción de la sección dedicada a la narrativa italiana de la editorial Marsilio, escribe para Robinson, una publicación semanal del periódico italiano La Repubblica, y para la publicación mensual Amica.
En octubre del 2016, fue nombrada directora cultural para "Tempo di libri", la recién creada feria del libro de Milán.

## Premios
En 2007, el festival de literatura de la ciudad de Mantua, Festivaletteratura, eligió a Chiara Valerio como autora italiana para "Yound Escrituras 2007". En 2014,  ganó el premio "Premio Fiesole Narrativa Debajo 40" con su libro Almanacco del giorno prima.

## Trabajos
- A complicare le cose, Roma, Robin, 2003,   ISBN 978-88-7371-338-8
- Fermati un minuto a salutare, Roma, Robin, 2006
- Ognuno sta solo, Roma, Perrone, 2007,   ISBN 978-88-6004-096-1
- Nessuna scuola mi consola, Roma, Nottetempo 2009,   ISBN 978-88-7452-198-2
- Spiaggia libera tutti, Roma, Bari, Laterza, 2010,  ISBN 978-88-420-9373-2
- La gioia piccola d'esser quasi salvi, Roma, Nottetempo 2009,   ISBN 978-88-7452-206-4
- Almanacco del giorno prima, Torino, Einaudi, 2014,   ISBN 978-88-06-21592-7
- Storia umana della matematica, Torino, Einaudi, 2016,   ISBN 978-88-06-23006-7

## Traducciones y curadorías
- Virginia Woolf, Flush, Roma, Nottetempo, 2012,   ISBN 978-88-7452-343-6
- Virginia Woolf, Agua dulce, Roma, Nottetempo, 2013,   ISBN 978-88-7452-422-8
- Virginia Woolf, Tra un atto e l'altro, Roma, Nottetempo, 2015,   ISBN 978-88-7452-546-1